# Apis mellifera scutellata
Sous-espèce
Apis mellifera scutellata ou abeille africaine est une sous-espèce d'abeille à miel originaire d'Afrique. C'est elle qui, par métissage, donnera naissance à l'abeille tueuse en 1956.